# Krakovany (Piešťany)
Krakovany es un municipio del distrito de Piešťany en la región de Trnava, Eslovaquia, con una población estimada a final del año 2024 de 1444 habitantes.
Se encuentra ubicado en el centro-este de la región, cerca del río Váh (cuenca hidrográfica del Danubio) y de la región de Nitra.

## Demografía
| Año        | 1994 | 2004    | 2014    | 2024    |
| ---------- | ---- | ------- | ------- | ------- |
| Población  | 1351 | 1343    | 1447    | 1444    |
| Diferencia |      | −0,59 % | +7,74 % | −0,20 % |

| Año        | 2023 | 2024    |
| ---------- | ---- | ------- |
| Población  | 1446 | 1444    |
| Diferencia |      | −0,13 % |